# Jardins de mademoiselle de La Vallière
Les Jardins de Mlle de La Vallière, appelé aussi parc du château, ou parc de la mairie, est un jardin situé à Carrières-sur-Seine dans les Yvelines. 

## Histoire
Louise de La Vallière, favorite du roi Louis XIV aurait résidé à Carrières-sur-Seine entre 1661 et 1670. Dessinés par André Le Nôtre, les jardins du château ont été aménagés par son petit-neveu Claude Desgots, un architecte paysagiste. La favorite s'y serait promenée,. 
Le parc est un site classé en 1945, et se trouve depuis 1996 sur la liste des Plus beaux jardins de France du Conservatoire des Jardins et Paysages. Il a été endommagé lors de la tempête de décembre 1999. 

## Description
Les jardins, fait de paliers et de bassins et réalisés à l'époque du jardin à la française au XVIIe siècle, descendent du château vers la Seine.
Une reproduction du tableau Carrières-Saint-Denis, peint par de Claude Monet en 1872, se trouve à l'entrée du parc, sur le Chemin des Impressionnistes.